# フィガロジャポン
FIGARO japon（フィガロジャポン）は、日刊紙「ル・フィガロ」社が発行していた女性向けフランス雑誌『Madame Figaro』の日本版。1990年5月号として当時のTBSブリタニカより創刊された。発行人はTBSブリタニカパリ事務所長を兼務した飯田泰一、編集長は瀬古篤子だった。
現在は、CCCメディアハウスが発売している。毎月20日（日祝日の場合19日）発売。
以前は月2回（5・20日）発売であったが、2010年3月から月1回（20日/19日発売）に変更された。

## 内容
モード系ファッション誌のひとつとされ、海外名門ブランド商品の掲載も数多い。また、ファッション以外にも、旅行、アート、インテリアなど、幅広いテーマを取り扱う。ファッションに関する記事は全体にまんべんなく掲載されることが多いが、カルチャー、旅行などがメインテーマの場合は後半に集中する。毎年3・9月号（1・7月発売）には各ブランドのバッグ・靴を集中的に取り上げた別冊付録が付属している。
出版元が同じ男性誌『Pen』と類似した内容の掲載もみられる。リゾート、アート、子供服など、テーマを絞った増刊ムック本も発売されている。
出版元の事業譲渡により、2014年12月号（同年10月20日発売）よりCCCメディアハウス発行・発売となった。